# Sonate K. 324
La sonate K. 324 (F.272/L.332) en ré majeur est une œuvre pour clavier du compositeur italien Domenico Scarlatti.

## Présentation
La sonate K. 324, en sol majeur, notée Andante, forme une paire avec la sonate suivante, de tempo rapide. Comme la paire précédente — d'une écriture limpide, en la majeur — le style est galant, remarquable pour certains moments inattendus et pour les éléments du folklore. La difficulté est constituée du jeu complexe de la main gauche et des sixtes et tierces qui parsèment la sonate. Ce couple termine le volume VI des manuscrits de Venise, copié en 1753.

## Manuscrits
Le manuscrit principal est le numéro 29 du volume VI (Ms. 9777) de Venise (1753), copié pour Maria Barbara ; les autres sont Parme VIII 23 (Ms. A. G. 31413), Münster (D-MÜp) IV 18 (Sant Hs 3967) et Vienne B 18 (VII 28011 B).

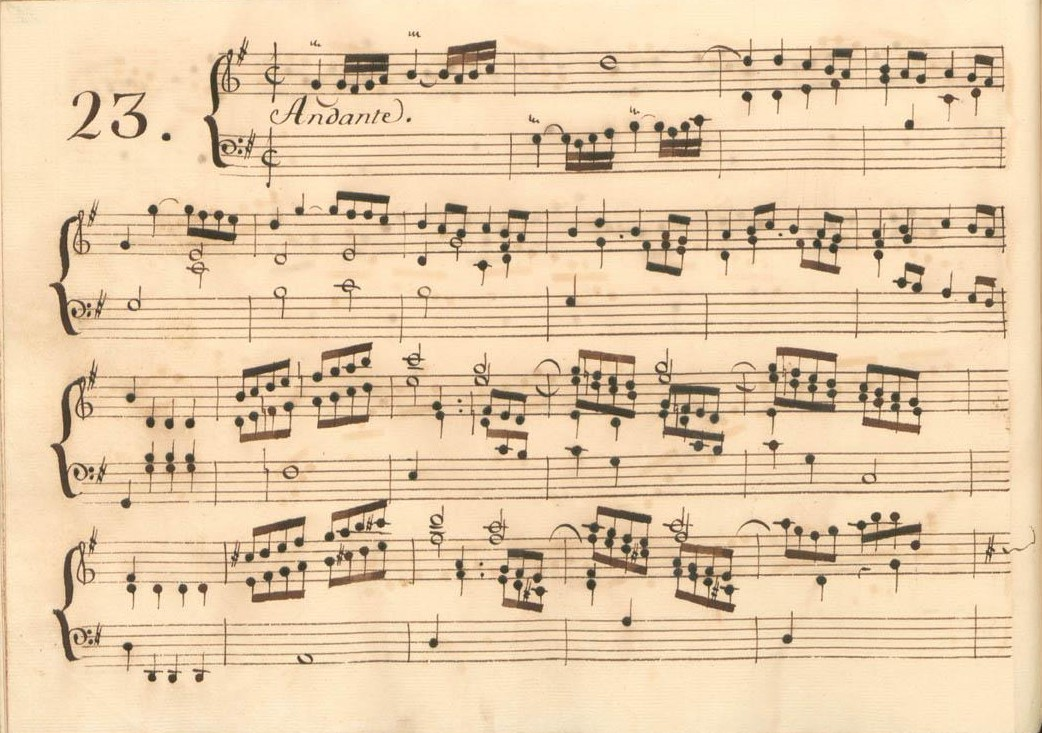
Parme VIII 23.
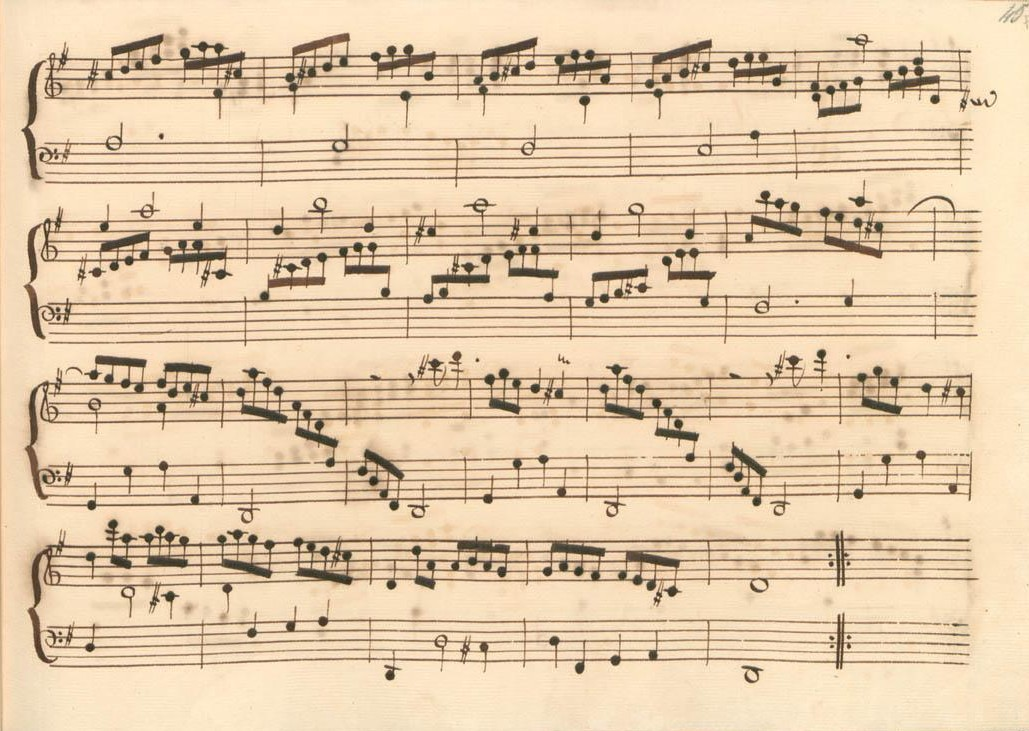
Parme VIII 23 (fin de la première section).
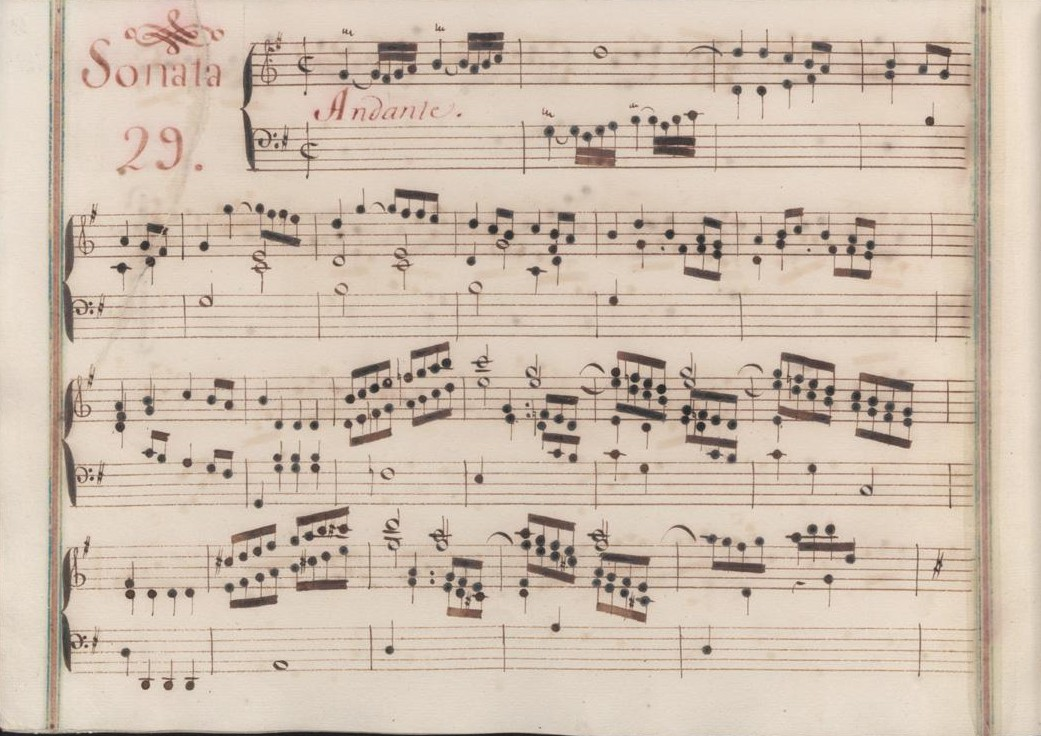
Venise VI 29.
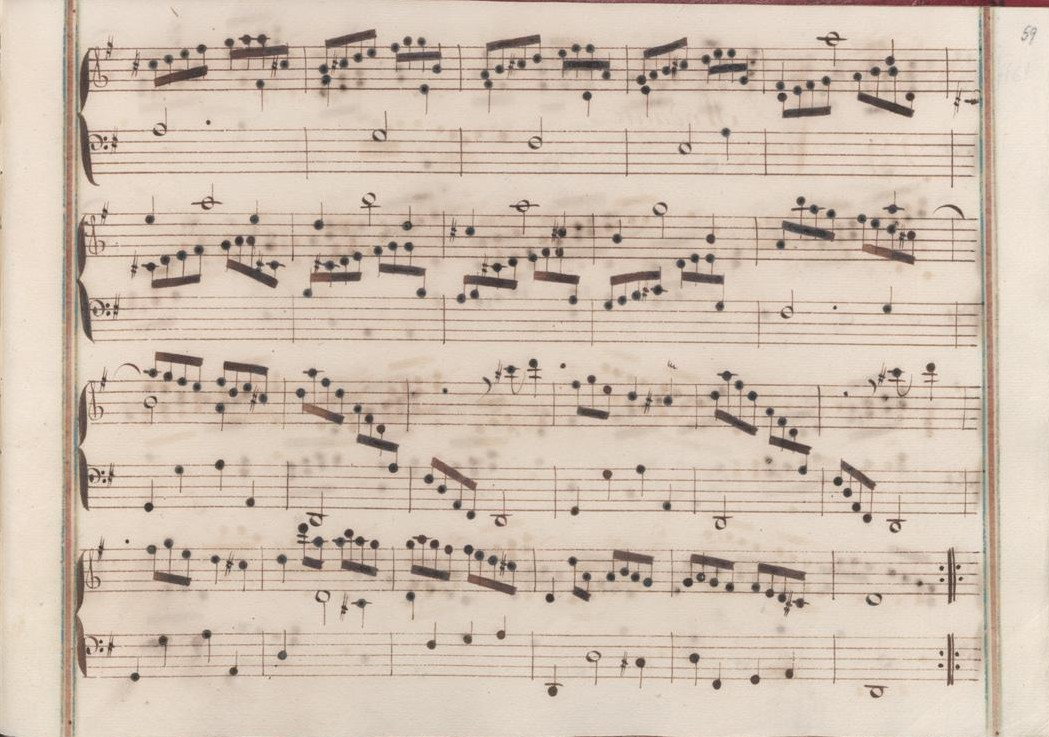
Venise VI 29 (fin de la première section).
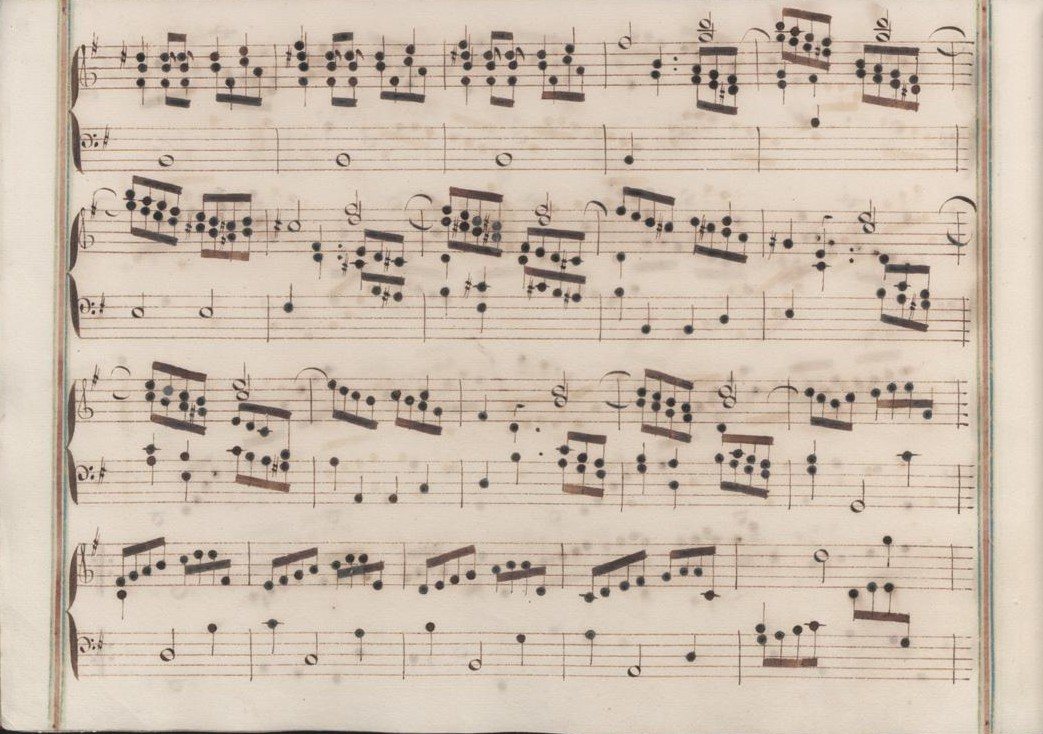
Venise VI 29 (début de la seconde section).
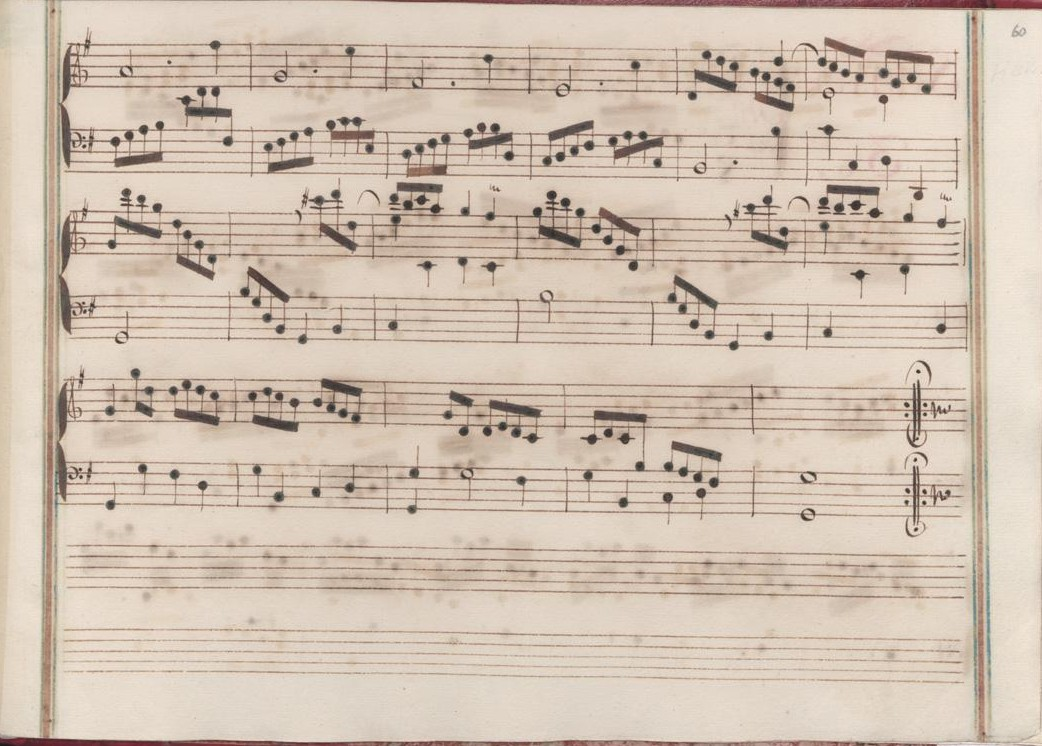
Venise VI 29 (fin de la sonate).

## Interprètes
La sonate K. 324 est défendue au piano, notamment par Carlo Grante (2012, Music & Arts, vol. 3) et Alon Goldstein (2018, Naxos, vol. 24) ; au clavecin, elle est jouée par Scott Ross (1985, Erato), Richard Lester (2003, Nimbus, vol. 3) et Pieter-Jan Belder (Brilliant Classics, vol. 8).

## Sources
: document utilisé comme source pour la rédaction de cet article.
- Ralph Kirkpatrick (trad. de l'anglais par Dennis Collins), Domenico Scarlatti, Paris, Lattès, coll. « Musique et Musiciens », 1982 (1re éd. 1953 (en)), 493 p. (ISBN 978-2-7096-0118-4, OCLC 954954205, BNF 34689181).
- Alain de Chambure, « Domenico Scarlatti, Intégrale des sonates — Scott Ross », Erato/Éditions Costallat (2564-62092-2 (livret : 2292-45309-2)), 1985 (OCLC 891183737) .